# Францискански манастир (Раковски)
Манастирът „Света Елисавета“ е действащ католически манастир и дом на сестрите францисканцки. Той е разположен в квартал Генерал Николаево на град Раковски и се намира до католическата църква „Пресвето сърце Христово“.

## История
След смяната на политическия режим в България през 1989 г. сестрите-францисканки решават да възобновят мисията си в България, прекъсната през 1949 г. Сестрите се обръщат към епископ Георги Йовчев за да им посочи място, където ще могат да развиват тяхната пасторална дейност. Избрана е енорията „Пресвето сърце Исусово“ в град Раковски, където енорист е отец Петър Изамски.
Мисията на монахини-францисканки в Раковски е основана на 11 март 1992 г. Първоначално тя се е помещавала в църквата „Пресвето сърце Исусово“. На 3 август същата година започва строежа на манастирска сграда. Манастирът е осветен през 1995 г.
Орденът на сестрите мисионерки има свои мисии в 21 страни по целия свят, а българският клон принадлежи към т. нар. Ориенталска провинция, включваща още Кипър и Ливан.
Сестрите от манастира водят обучение по религия и чужди езици в извънучебно време в основното училище „Христо Смирненски“. Предстоятелка на манастира е сестра Деодата Донати.
На 6 май 2019 г. по време на Апостолическото поклонничество на папа Франциск в България папата обядва с българските католически епископи в манастира. На 23 юли 2022 г. сестрите от манастира отбелязват 200 г. от рождението на основателя на Конгрегацията на Сестрите Францисканки Мисионерки на Пресветото Сърце Исусово отец Григорийо Фиораванти, 150 г. от основаване на мисия на сестрите в Близкия Изток и 30 г. от възобновяване на тяхната мисия в България. На света литургия по този случай в храма „Пресвето сърце Исусово“ предстоятелствана от епископ Румен Станев - помощен епископ на Софийско-Пловдивската епархия в съслужие с епископ Христо Пройков - председател на Епископската конференция на Католическата църква в България присъства Апостолическия нунций в България архиепископ Лучано Суриани.